# Hyksósové
| S38 | N29 | N25 · X1 · Z1 |

| S38 | N29 | N25 · X1 · Z1 |

Hyksósové (egyptsky: ḥqꜣ(w)-ḫꜣswt, egyptologická výslovnost: heqau chasut, „vládci cizích zemí“) jsou v moderní egyptologii označením pro krále 15. egyptské dynastie (cca 1650–1550 př. n. l.). Jejich sídlem bylo město Avaris v deltě Nilu, odkud vládli Dolnímu a střednímu Egyptu až po Kusae.
V díle Aigyptiaka, které ve 3. století př. n. l. sepsal řecko-egyptský kněz a historik Manehto, se termín „Hyksósové“ používá etnicky pro označení lidí pravděpodobného západosemitského, levantinského původu. Zatímco Manehto vykreslil Hyksósy jako dobyvatele a utlačovatele, moderní egyptologie tento výklad zpochybňuje. Podle současných teorií mohli Hyksósové vzejít z kanaánských skupin, které se postupně usazovaly v nilské deltě již od konce 12. dynastie a které se mohly během nestabilního období 13. dynastie osamostatnit.
Období Hyksósů představuje první známý případ, kdy Egypt ovládli cizí vládci. Mnohé detaily jejich vlády – například rozsah jejich říše nebo přesné pořadí králů – zůstávají nejasné. Hyksósové praktikovali řadu kanaánských i egyptských zvyků. Jsou často popisováni jako ti, kdo do Egypta přinesli nové technologie, jako je kůň a válečný vůz, srpovitý meč (chopeš) a kompozitní luk, ačkoli tyto teorie jsou předmětem diskusí.
Hyksósové neovládali celý Egypt – souběžně existovaly i 16. a 17. dynastie se sídlem v Thébách. Boje mezi Hyksósy a faraony pozdní 17. dynastie vyvrcholily jejich porážkou faraonem Ahmosem I., zakladatelem 18. dynastie. V následujících staletích Egypťané Hyksósy zobrazovali jako kruté a cizí utlačovatele.

## Dějiny

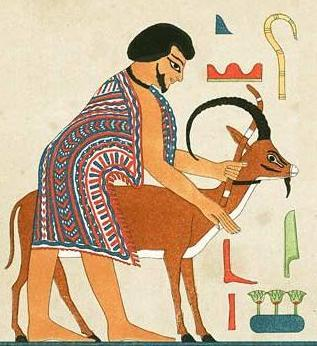
Hyksós Abiša

Hyksósové začali pronikat do severního Egypta (Dolní Egypt) za vlády panovníků 13. dynastie, která sídlila v Lištu. Využili oslabení centrální vlády, pronikli do oblasti delty Nilu a založili si zde své hlavní město Avaris (Tell-ed-Dabaa). Současně existovalo druhé politické centrum ve Vesetu s vlastními, egyptskými panovníky.
Hyksósové získali převahu i svými zbraněmi. Používali bojové vozy, jízdu na koních, reflexní luky a zakřivené šavle.
Po ovládnutí území Hyksósové založili vlastní vládnoucí dynastie – 15. a 16. dynastii, na jihu vládla 17. dynastie. Ovšem analýza ukazuje, že šlo o interní převzetí a nikoli dobytí.
Hyksósové nikdy nesplynuli, ani se nesblížili s podmaněným egyptským obyvatelstvem. Tvořili samostatnou, isolovanou vládnoucí vrstvu a tak je brali i samotní Egypťané.
V polovině 16. století se ve Vesetu vytvořila silná domácí dynastie, proti které začali Hyksósové boje. Válka trvala téměř třicet let. Začala již za vlády panovníka Sekenenreho Taa a hyksóského vládce Apopiho, který si stěžoval, že ho v noci ruší řev hrochů ve Vesetu. Našla se Sekenenreho mumie se stopami ran po hyksóských zbraních. Válka pokračovala i za vlády jeho synů Kamoseho a Ahmoseho I. a skončila mezi 18. a 22. rokem vlády Ahmoseho (tj. 1532–1528 před n. l.). Kamose obléhal Hyksósy v Avaridě, Ahmose je donutil opustit zemi a opět sjednotil Egypt pod domácím/egyptským panovníkem. On sám je pak označován za zakladatele 18. dynastie.

## Avaris
Hlavní město Hyksósů mělo v době největšího rozkvětu rozlohu asi 4 km², bylo obehnáno mohutnými hradbami 6–8 m širokými. Mělo několik předměstí, ve kterých žilo hyksóské obyvatelstvo, centrální palác a chrám. Hyksósové přejali od Egypťanů jenom částečně některé náboženské představy (zejména uctívali egyptského boha Sutecha), rozvíjeli především své vlastní představy (semitská bohyně lásky, plodnosti a války Aštarté, semitská bohyně války a plodnosti Anat), které si přivezli z mateřské země.